# Naatlo fauna
Naatlo fauna är en spindelart som först beskrevs av Simon 1897.  Naatlo fauna ingår i släktet Naatlo och familjen strålspindlar. Inga underarter finns listade i Catalogue of Life.